# Heroldo de Esperanto
Heroldo de Esperanto é um jornal em esperanto fundado em 1920.

## História
Teodor Jung fundou a revista em abril de 1920, em Colônia, na Alemanha, sob o título Esperanto Triumfonta ("Esperanto Vencedor", no idioma esperanto).
Mesmo após a Segunda Guerra Mundial Teo Jung continuou a redigir o jornal, até 1961 quando a sua redação foi cedida para Ada Fighiera Sikorska. Por ocasião da morte de Ada Fighiera Sikorska (1996), o jornal foi vendido ao Centro de Italiano de Interlinguística, que o repassou para a editora LF-koop.
Em maio de 2016 a LF-koop anunciou a venda do Heroldo de Esperanto aos jornalistas brasileiros Fabrício Valle e Paulo Lima, que passaram a editar o jonral em abril de 2017.  Em 2017 foram publicados 6 números, e em 2018 o jornal tem recuperado o ritmo mensal da publicação. Também em 2017 foi lançado um número experimental do Heroldo de Esperanto em português.

## Itens relacionados
- Teo Jung
- Ada Sikorska
- Fabrício Valle